# Breza (Námestovo)
Breza es un municipio del distrito de Námestovo en la región de Žilina, Eslovaquia, con una población estimada a final del año 2024 de 1639 habitantes.
Se encuentra ubicado al norte de la región, cerca del curso alto del río Váh (cuenca hidrográfica del Danubio), de los montes Tatras y de la frontera con Polonia.

## Demografía
| Año        | 1994 | 2004    | 2014    | 2024    |
| ---------- | ---- | ------- | ------- | ------- |
| Población  | 1396 | 1513    | 1604    | 1639    |
| Diferencia |      | +8,38 % | +6,01 % | +2,18 % |

| Año        | 2023 | 2024    |
| ---------- | ---- | ------- |
| Población  | 1636 | 1639    |
| Diferencia |      | +0,18 % |